# Dispensador de agua

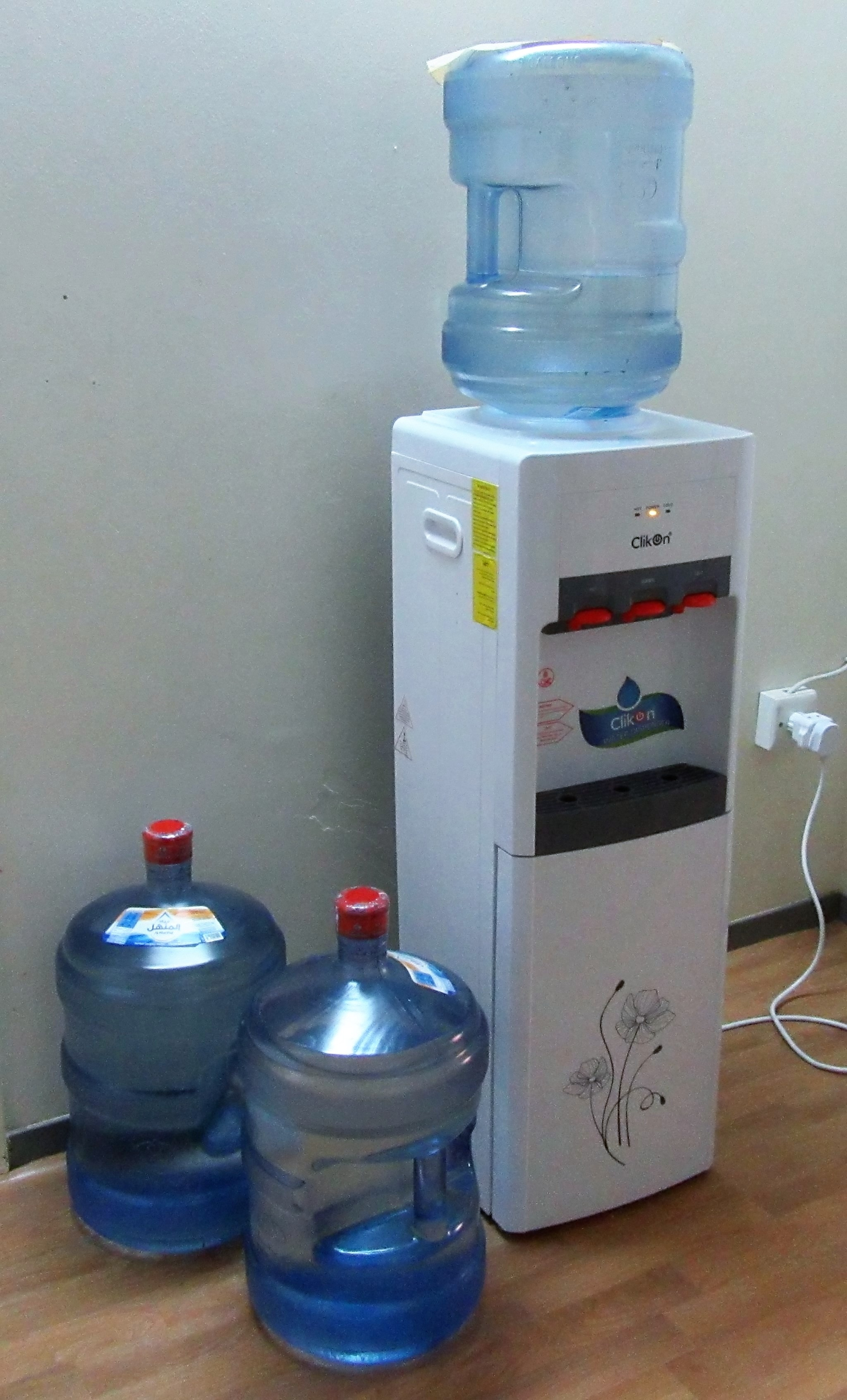
Dispensador de agua embotellada

Un dispensador de agua, conocido como enfriador de agua (si se usa solo para enfriar), es una máquina que enfría o calienta y dispensa agua con una unidad de refrigeración. Por lo general, se encuentra cerca del baño debido al acceso más cercano a las tuberías. También se proporciona una línea de drenaje desde el enfriador de agua al sistema de alcantarillado.
Los dispensadores de agua vienen en una variedad de factores de forma, que van desde unidades combinadas de dispensadores de agua para llenado de botellas, montadas en la pared, hasta unidades de dos niveles y otros formatos. Por lo general, se dividen en dos categorías: dispensadores de agua en el punto de uso (POU) y dispensadores de agua embotellada. Los dispensadores de agua POU están conectados a un suministro de agua, mientras que los dispensadores de agua embotellada requieren la entrega (o la recogida automática) de agua en botellas de los proveedores. Los dispensadores de agua embotellada pueden montarse en la parte superior o en la parte inferior, según el diseño del modelo.
Los dispensadores de agua embotellada suelen utilizar dispensadores de 5 o 10 galones que se encuentran comúnmente en la parte superior de la unidad. Los enfriadores de presión son una subcategoría de dispensadores de agua que incluye fuentes de agua potable y dispensadores de agua de tubería directa. El enfriador de agua también puede referirse a un dispositivo primitivo para mantener el agua fría.

## Tipos de dispensadores

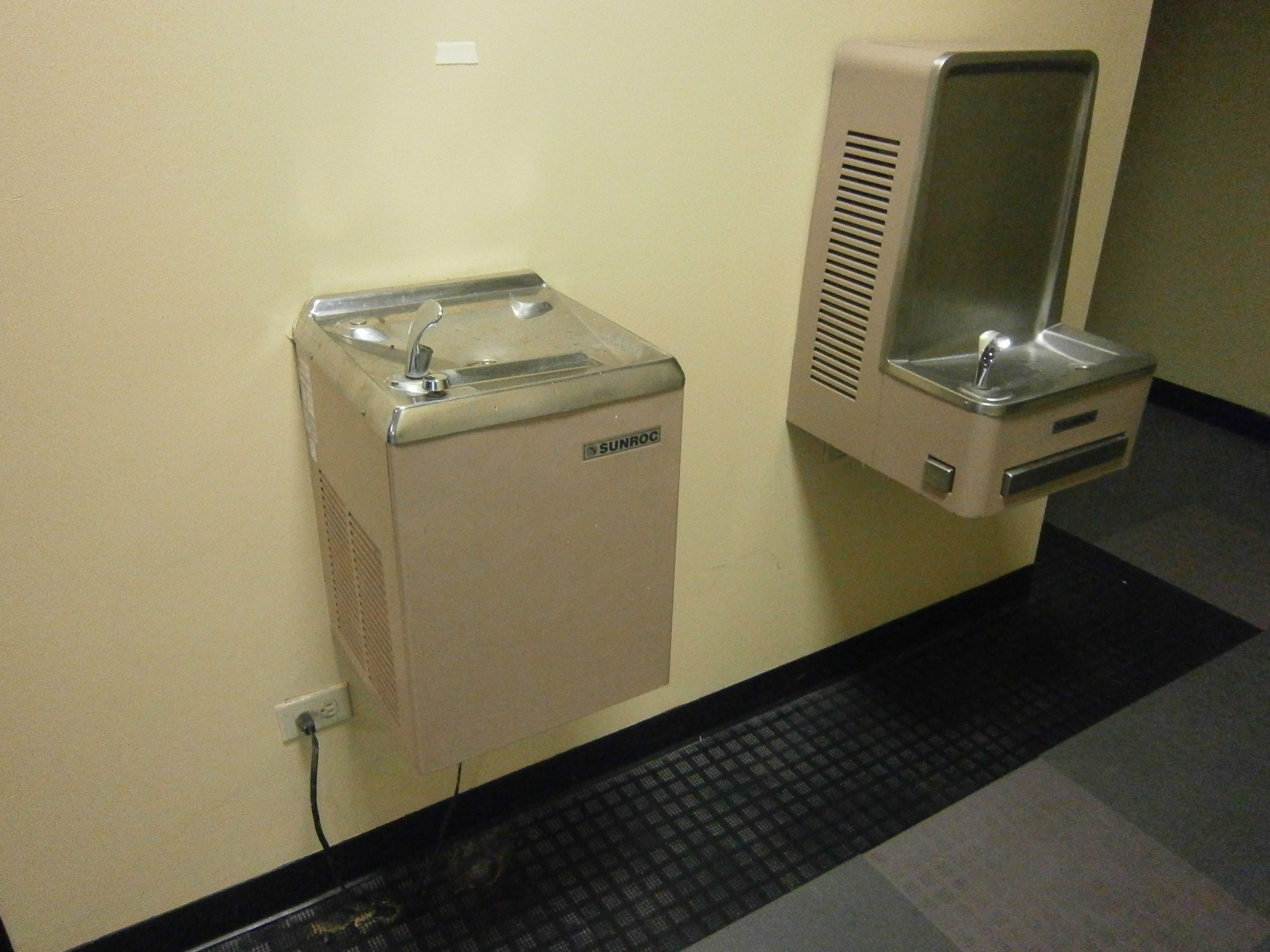
Dispensadores de agua de pared

### De pared o empotrables
El tipo montado en la pared está conectado al suministro de agua del edificio para un suministro continuo de agua y electricidad para hacer funcionar una unidad de refrigeración para enfriar el agua entrante y al sistema de eliminación de desechos del edificio para eliminar el agua no utilizada. Los enfriadores de agua montados en la pared se utilizan con frecuencia en edificios comerciales como hospitales, escuelas, empresas y otras instalaciones donde un administrador de instalaciones está presente para monitorear su instalación y mantenimiento.
En el enfriador estándar montado en la pared, también conocido como fuente de agua o fuente para beber, un pequeño tanque en la máquina contiene agua fría para que el usuario no tenga que esperar a que se enfríe. El agua se suministra girando o presionando un botón en una válvula de resorte ubicada en la parte superior de la unidad, que cierra el agua cuando se libera. Algunos dispositivos también ofrecen un botón grande en la parte frontal o lateral. Es posible que las máquinas más nuevas no tengan ningún botón; en cambio, un sensor que detecta cuando alguien está cerca y activa el agua. El agua se entrega en una corriente que se arquea hacia arriba, lo que permite al usuario beber directamente de la parte superior de la corriente de agua. Estos dispositivos suelen dispensar agua directamente del suministro de agua municipal, sin tratamiento ni filtrado .

### Dispensador de agua de carga inferior
Los dispensadores de agua suelen tener el recipiente de suministro de agua montado en la parte superior de la unidad. Los dispensadores de agua de carga inferior tienen el recipiente montado en la parte inferior de la unidad para facilitar la carga.

### Dispensador de agua de mesa

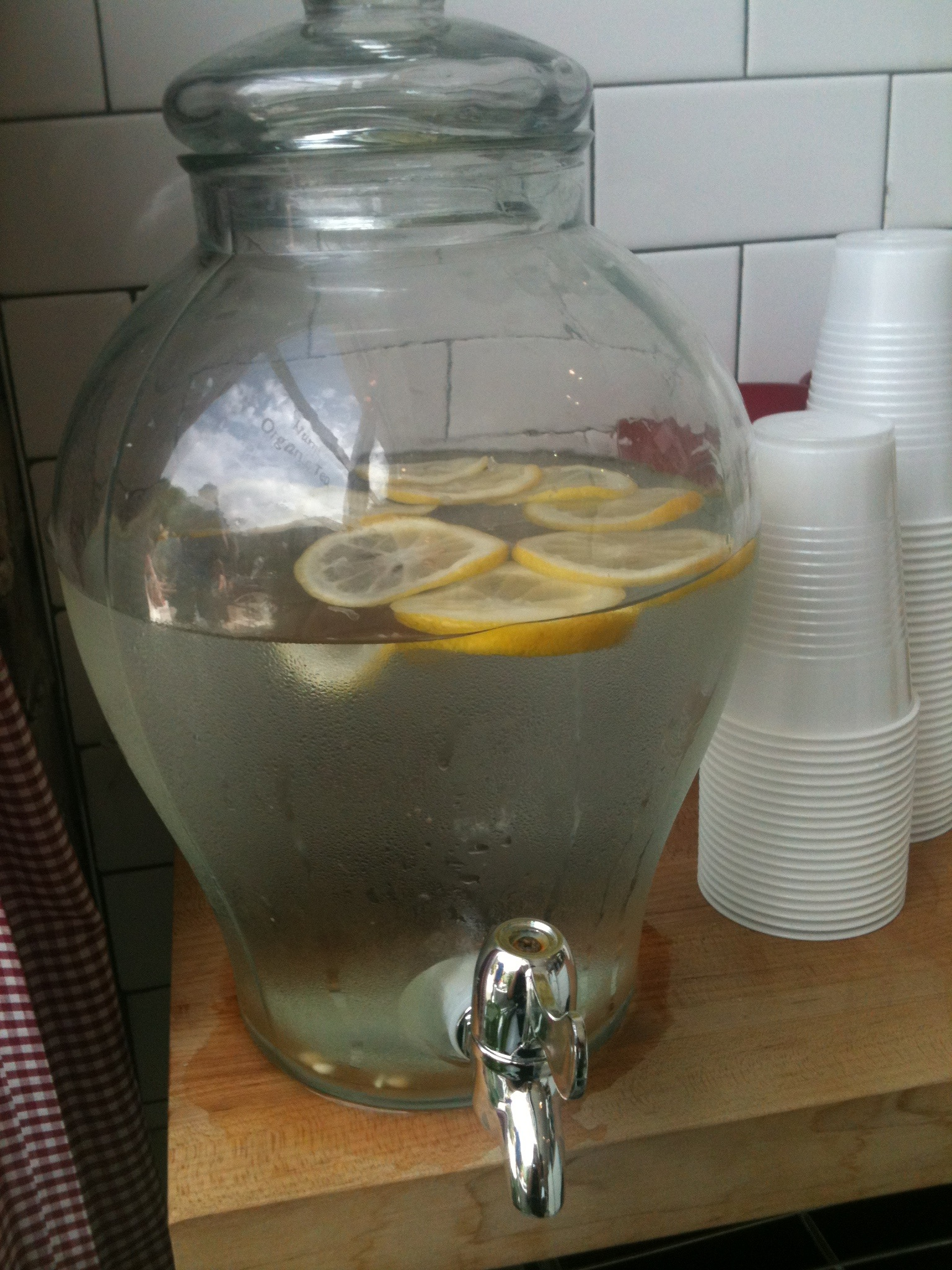
Dispensador de agua de mesa

También hay versiones más pequeñas de los dispensadores de agua donde el dispensador se puede colocar directamente sobre una mesa. Estos dispensadores se clasifican comúnmente como electrodomésticos y, a menudo, se pueden encontrar en cocinas domésticas y despensas de oficinas.

### Dispensador de agua de tubería directa (POU)
Los dispensadores de agua se pueden conectar directamente a la fuente de agua de la casa para el suministro continuo de agua potable fría y caliente. Se le conoce comúnmente como dispensadores de agua POU (Point of Use). Las unidades de POU son generalmente más higiénicas que los enfriadores de agua embotellada, siempre que el usuario final tenga acceso a fuentes de agua limpia.

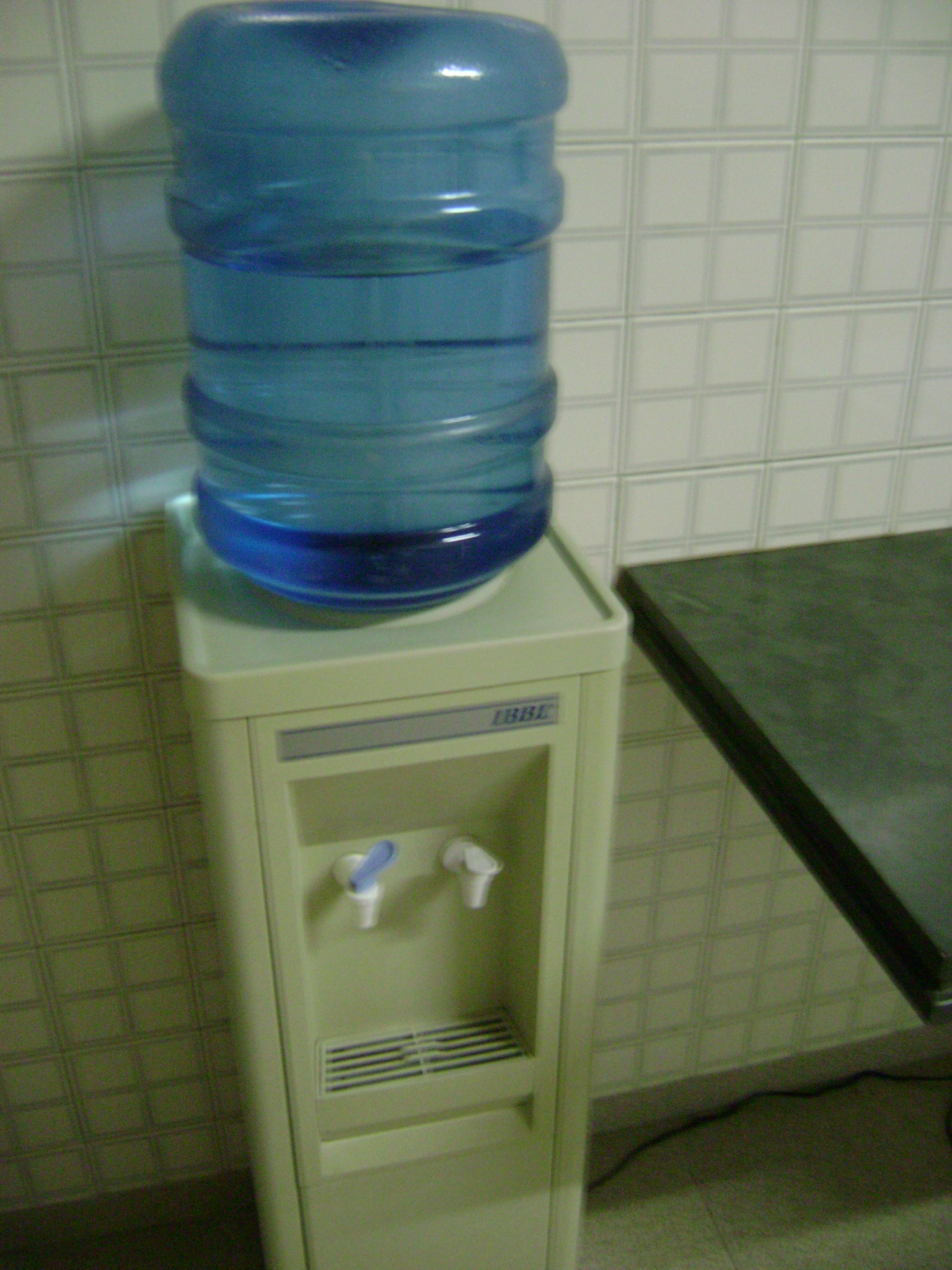
Enfriador de agua independiente con botella

## Fuente de agua
El agua suministrada por los enfriadores de agua puede provenir de muchas fuentes diferentes, pero a menudo se clasifica en dos categorías principales, a saber, agua mineral natural y de manantial, y agua purificada.

### Agua mineral natural y de manantial
El agua mineral natural y de manantial son aguas que emanan de formaciones rocosas geológicas subterráneas recolectadas de pozos o manantiales emergentes. La legislación de cada país distingue aún más entre estos dos tipos de agua y estipula criterios estrictos de denominación y etiquetado basados en la protección de las fuentes naturales, los sólidos disueltos totales y la cantidad de procesamiento que el agua puede sufrir antes del embotellado.

### Agua purificada
El agua purificada es agua de napas o del suministro de agua potable pública y se produce mediante uno de varios métodos de purificación, incluida la ósmosis inversa, la destilación, la desionización y la filtración. El agua a menudo se trata con luz ultravioleta u ozono por razones antimicrobianas y se remineraliza mediante la inyección de sales inorgánicas solubles.

## Suministro del agua
El suministro del agua en un dispensador de agua se presenta en dos formas principales, a saber, variantes embotelladas o directamente desde el suministro de agua principal. El agua normalmente se bombea a un tanque de agua para ser calentada o enfriada, según el modelo del agua. Las versiones modernas incluyen modelos híbridos que pueden utilizar ambos métodos.

### Dispensadores de agua embotellada
Para instalar la botella, esta típicamente se coloca boca abajo y se coloca en el dispensador; una sonda perfora el tapón de la botella y permite que el agua fluya hacia el depósito interno de la máquina. Estos sistemas accionados por gravedad tienen un dispositivo para dispensar agua de manera controlada.
Estas máquinas vienen en diferentes tamaños y varían desde unidades de mesa, diseñadas para uso ocasional hasta unidades montadas en el piso diseñadas para un uso más pesado. El agua embotellada normalmente se entrega a los hogares o empresas de forma regular, donde las botellas de policarbonato retornables vacías se intercambian por otras llenas. En los mercados en desarrollo, el PET se usa a menudo para botellas grandes a pesar de la contracción y la temperatura de lavado más baja hará que sea un material más difícil de usar.
El tamaño de la botella varía con el tamaño de la unidad. Las versiones más grandes en Estados Unidos, por ejemplo, usan botellas de 5 galones americanos (18,9 L). Este es también el tamaño más común en otros lugares, etiquetado como 18,9 litros en países que utilizan el sistema métrico. Originalmente, estas botellas se fabricaban con una capacidad de 3,5 o 6 galones estadounidenses (11,4, 18,9 o 22,7 litros) y se suministraban a unidades de enfriadores de agua alquiladas. En la parte delantera, una palanca o pulsador dispensa el agua en una taza que se encuentra debajo del grifo. Cuando el recipiente de agua está vacío, se levanta de la parte superior del dispensador y se sella automáticamente para evitar que se filtre el exceso de agua que aún queda en la botella.

### Conexión directa
Los enfriadores de agua directamente conectados a la tubería usan agua del grifo y, por lo tanto, no necesitan botellas debido al uso del suministro de agua principal. Por lo general, se utiliza algún método de purificación. La reducción logarítmica (es decir, reducción de 6 logaritmos o 99,9999% de eficacia) se utiliza como medida de la eficacia de la higienización y desinfección.

## Purificación

### Filtración
Los métodos de filtración incluyen ósmosis inversa, intercambio iónico y carbón activado. La ósmosis inversa funciona de manera diferente a la protección química o ultravioleta, utilizando una membrana que tiene poros finos, pasando H2O mientras evita que moléculas más grandes como sales, carbonatos y otros microorganismos pasen a través de ella. Si no hay suficiente energía para forzar el agua de forma natural a través de la membrana, se requiere una bomba potente, lo que puede generar altos costos de energía. Además, las unidades de ósmosis inversa son capaces de descalcificar el agua. Algunos microorganismos vivos, incluidos los virus, pueden pasar a través de un filtro de unidad de ósmosis inversa.
Los desionizadores o desmineralizadores utilizan el intercambio de resinas para eliminar los iones de la corriente de agua y suelen ser desionizadores de lecho doble o mixto. A menudo se utiliza en entornos de fabricación estériles, como chips de computadora, donde el agua desionizada es un mal conductor eléctrico.
En el carbón activado, se utilizan materias primas como lignito, carbón mineral, carbón animal, cáscaras de coco y carbón vegetal, que desarrollan poros durante la activación cuando se queman parcialmente las capas de carbón. En la mayoría de los casos, el carbón activado es un material de un solo uso, ya que la regeneración a menudo no es posible in situ. El carbón activado granular (GAC) se usa con mayor frecuencia en la filtración del dispensador de agua. Se requiere una desinfección regular con agua caliente y vapor para limitar el crecimiento bacteriano.

## Características adicionales

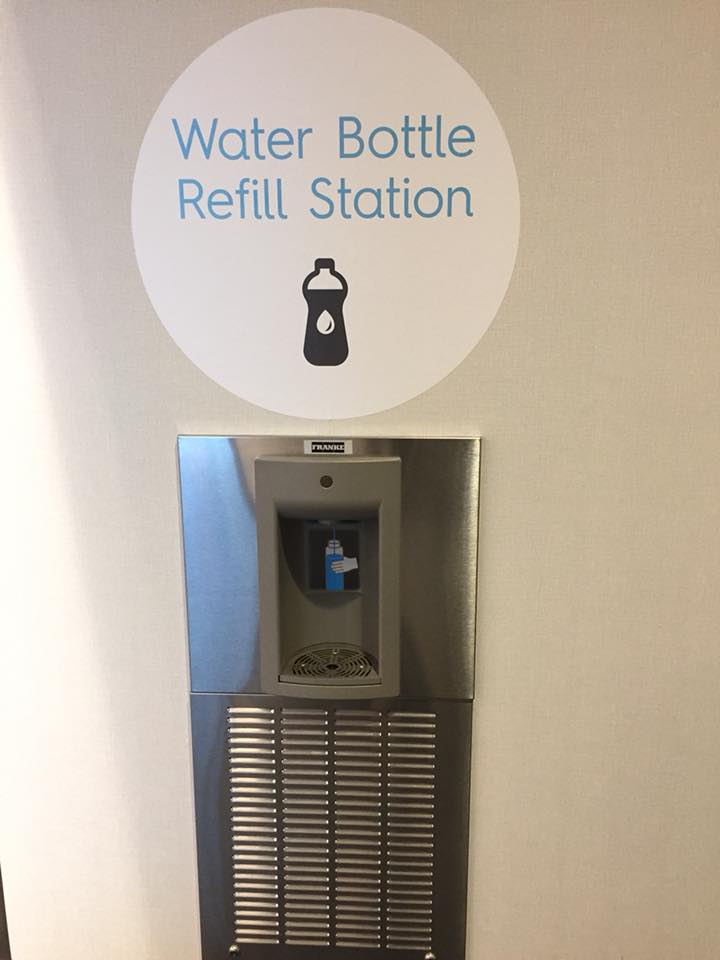
Variante moderna con función de llenado de botellas.

### Llenado de botellas
Las variantes más nuevas de enfriadores de agua incluyen un dispensador adicional diseñado para llenar botellas de agua directamente en unidades montadas en la pared. Esto es cada vez más común en los enfriadores de agua públicos, ya que también se han detectado en lugares públicos como aeropuertos y estaciones de tren. Estas unidades de llenado de botellas también pueden indicar la cantidad de botellas de plástico de un solo uso que se ahorran como parte de un esfuerzo público continuo para reducir polución por plástico.

### Carbonatación
Las variantes modernas de enfriadores de agua han sido equipadas con opciones para agua con gas como resultado de la creciente demanda de bebidas carbonatadas y también una mayor conciencia de una vida saludable, lo que resulta en una preferencia por el agua carbonatada sobre las bebidas carbonatadas azucaradas. Esto funciona con la adición de un tanque mezclador lleno de CO2 comprimido ubicado dentro del tanque de enfriamiento. Esto reduce la temperatura del gas CO 2 a la temperatura del tanque de enfriamiento. A medida que se dispensa agua carbonatada, el tanque del mezclador se vuelve a llenar automáticamente con agua fría y dióxido de carbono, lo que garantiza un suministro continuo de agua carbonatada disponible.